# ヘリゴランド
『ヘリゴランド』（Heligoland）は、イギリスの音楽ユニットマッシヴ・アタックが2010年にリリースした5枚目のオリジナル・アルバム。

## 概要
アルバム・タイトルは北海に浮かぶヘルゴラント島から。ボーカリストには往年のホレス・アンディの他、ブラーやゴリラズで活動するデーモン・アルバーン（スプリッティング・ジ・アトムでキーボード、フラット・オブ・ザ・ブレードでシンセベースも担当）やエルボーのガイ・ガーヴェイ、TV オン・ザ・レディオのトゥンデ・アデビンペらが参加している。

## 収録曲
1. プレイ・フォー・レイン - "Pray for Rain" - 6:44
2. バベル - "Babel" - 5:19
3. スプリッティング・ジ・アトム - "Splitting the Atom" - 5:16
4. ガール・アイ・ラヴ・ユー - "Girl I Love You" - 5:26
5. サイケ - "Psyche" - 3:24
6. フラット・オブ・ザ・ブレード - "Flat of the Blade" - 5:30
7. パラダイス・サーカス - "Paradise Circus" - 4:57
8. ラッシュ・マイニュート - "Rush Minute" - 4:51
9. サタデイ・カム・スロウ - "Saturday Come Slow" - 3:43
10. アトラス・エアー - "Atlas Air" - 7:48

エクステンディッド盤ボーナストラック
1. パラダイス・サーカス （Gui Borattoリミックス） - 8:08
2. フェイタリズム （坂本龍一、高橋幸宏リミックス）※日本盤ボーナストラック
3. ガール・アイ・ラヴ・ユー （She Is Dangerリミックス）
4. パラダイス・サーカス （Breakage's Tight Ropeリミックス）